# スチュアート・リトル3 森の仲間と大冒険
『スチュアート・リトル3 森の仲間と大冒険』（スチュアート・リトル3 もりのなかまとだいぼうけん、原題：Stuart Little 3: Call of the Wild）は、2006年2月21日にアメリカ合衆国より発行されたアニメーション映画作品（オリジナルビデオ）。『スチュアート・リトル』シリーズの第3作であるが、前2作とは異なりアニメーション作品となった。
日本でも劇場未公開。2006年3月17日にソニー・ピクチャーズエンタテインメントよりDVDが発売されている。

## ストーリー
リトル家の養子であるネズミのスチュアートは、両親に愛され、幸せな日々を過ごしている。だが、自分を子供扱いする心配性の母をちょっと鬱陶しく感じるお年頃。夏をすごすために湖のキャビンに出発する一家。車の中でパンフレットを見たスチュアートは「レイク・スカウト」に入団したいと言い出す。案の定、母は反対したが、父が一緒に参加することで承諾を得た。ゲームに夢中のジョージも、湖で出会ったブルクに魅了され、入団することになり・・・。

## 声の出演
| 役名                 | 俳優                                           | 日本語吹替 |
| -------------------- | ---------------------------------------------- | ---------- |
| スチュアート・リトル | マイケル・J・フォックス                        | 藤原竜也   |
| ミセス・リトル       | ジーナ・デイヴィス                             | 高島雅羅   |
| ミスター・リトル     | ヒュー・ローリー                               | 小川真司   |
| ジョージ・リトル     | コーリー・パドノス                             | 大谷育江   |
| リコ                 | ウェイン・ブレイディ                           | 高木渉     |
| スノーベル           | ケヴィン・ショーン                             | 恵俊彰     |
| モンティ             | リノ・ロマノ                                   | 石塚英彦   |
| 野獣                 | ヴァージニア・マドセン                         | 藤田淑子   |
| ブルク               | タラ・ストロング                               |            |
| ビックル             | ピーター・マクニコル                           | 島田敏     |
| ビーバー             | チャーリー・アドラー                           | 茶風林     |
| ボーイスカウト       | ロビー・D・ブルース                            | 日比愛子   |
| 子供                 | ライアン・ハンソン・ブラッドフォード           |            |
| ウサギ               | ソフィア・パーデン                             |            |
| 森の動物たち         | トム・ケニー キャス・スーシー タラ・ストロング | 日比愛子   |

## 日本語版特典
映像・音声特典
1. スチュアートを助けて!
2. モンティの恐るべき食欲
3. スチュアートの夏休み日記
4. キャラクターお絵かき教室
5. オリジナル劇場予告編集